# دیتون کالی
دیتون کالی (انگلیسی: Dayton Callie؛ زادهٔ ۱۹۴۶ (۷۸–۷۹ سال)) یک هنرپیشه اهل بریتانیا است. وی از سال ۱۹۸۴ میلادی تاکنون مشغول فعالیت بوده‌است.
از فیلم‌ها یا برنامه‌های تلویزیونی که وی در آن نقش داشته است می‌توان به فرزندان آشوب، شاخه خشکیده درخت، آتشفشان، شکست‌ناپذیر اشاره کرد.